# Torhamn
Torhamn ist ein Ort (Tätort) in der Gemeinde Karlskrona in der schwedischen Provinz Blekinge an der Ostseeküste. Durch den Ort führen die Straßen Länsväg K 748 und K 751. In die nächste größere Stadt nach Jämjö sind es etwa zwölf Kilometer, bis nach Karlskrona auf dem Landweg über dreißig.
In Torhamn gibt es einen Lebensmittelladen und einen Gasthafen, von dem aus Schärenboote zu den vorgelagerten Inseln und nach Karlskrona fahren.

## Sehenswürdigkeiten
Torhamns Vogelwarte liegt auf einer Landzunge (Torhamns udde) südlich des Dorfes. Viele Zugvögel fliegen an der Vogelwarte vorbei auf dem Weg nach Norden durch den Kalmarsund oder nach Süden über die Ostsee.
Torhamns udde ist Teil eines Naturreservates.
Nördlich von Torhamn liegt die Felsritzung Horsahallen, Blekinge größte Felsritzung. Sie stammt aus der Bronzezeit.